# چاینا یونایتد ایرلاینز
چاینا یونایتد ایرلاینز (به انگلیسی: China United Airlines) یک شرکت هواپیمایی با کد یاتا KN است که در تاریخ ۱۹۸۶ میلادی تأسیس شده است. دفتر مرکزی چاینا یونایتد ایرلاینز در پکن، جمهوری خلق چین واقع شده‌است و قطب این شرکت هواپیمایی در فرودگاه پکن نانیوان قرار دارد و به ۲۰ مقصد، پرواز مستقیم انجام می‌دهد.